# 連戦
連 戦（れん せん、連 戰、Lián Zhàn 、1936年〈民国25年〉8月27日 - ）は、中華民国（台湾）の政治家。行政院長（第14代）、副総統（第7代）、中国国民党主席（第8代）などを歴任した。

## 経歴
籍貫は台湾台南市。字は永平。台南出身の父・連震東と、瀋陽出身で満洲民族の血を引く母・趙蘭坤の間に生まれた。父・震東は、内政部長、総統府国策顧問などを務めた国民党の大物。震東が中国西安で国民政府の工作活動に従事しているときに連戦が生まれた。祖父・連横は日本統治時代に「台湾通史」を著した学者で、「抗日大詩人」と呼ばれた。国民政府が日本に「連戦連勝」するよう祈念して孫の名前を連「戦」と名付けたが、孫・連戦が誕生する2か月前に上海でこの世を去ったという。
国立台湾大学政治学部卒業後、1959年にアメリカのシカゴ大学へ留学し、論文「台湾の土地改革」で修士号、論文「中共はなぜ胡適を批判するのか」で政治学博士号を取得した。ウィスコンシン大学マディソン校、コネチカット大学で助教授を務めた後、1968年に台湾に帰国し、台湾大学政治学部主任、政治研究所所長を長年務めた。同時期に、政府が国立政治大学国際関係研究センターに設けた外交と経済に関する研究グループに加わり、国連総会の中華民国代表団顧問にもなった。
1975年、駐エルサルバドル大使に任命され、翌年から中国国民党での政治活動が本格化した。蔣経国総統のもと交通部長、行政院副院長（副首相）を務め、頭角を現した。李登輝政権では、外交部長、台湾省政府主席を歴任し、1993年には国民党副主席兼行政院長（首相）に就任、党内ナンバー2となる。1996年総統選で、李登輝総統とペアで当選し、中華民国の歴史上初めての民選副総統に就任した（行政院長を1997年8月まで兼務）。
2000年総統選に李登輝の後継として出馬（副総統候補は蕭万長）したが、国民党の実力者で大衆的人気のあった宋楚瑜が離党して出馬し、分裂選挙となった。結果は民主進歩党の陳水扁に敗れ、宋楚瑜候補にも大きく差をつけられて3位に甘んじ、台湾への政府移転後の中華民国史上初の政権交代を許した。しかし、李登輝が惨敗の責任を問われて党主席辞任に追い込まれると、2000年7月、国民党主席に選出され、党内ナンバー1となる。
2004年総統選では、4年前に分裂選挙を戦った宋楚瑜・親民党主席を副総統候補として再出馬するも、再び現職の民進党・陳水扁にわずか3万票弱の僅差で敗れた。投票直前に発生した陳水扁・呂秀蓮ペアに対する銃撃事件が陳水扁に有利に働いたとの観測に乗じて、支持者の前で「選挙は無効」「陳水扁銃撃事件は自作自演だ」と訴える抗議を表明し、支持者を巻き込んで数日間にわたり抗議デモを行った。一方、民進党支持者からは名前の由来をもじり「連戦連敗」と揶揄された。
もともと李登輝に重用された本省人であることから国民党内「本土派」とみられていたが、2001年には連邦制に近い邦聯制（中華連邦主義も参照）を中台関係の理想に掲げ、2005年4月26日から5月3日にかけては初めて中華人民共和国を訪問し、胡錦濤中国共産党総書記・国家主席との会談を実現した。野党のトップとはいえ、国民党と共産党の首脳会談は60年ぶりで（1945年の蔣介石・毛沢東の重慶会談以来）、中台分断後つまり中華人民共和国の成立後は初めてであった。政権与党の民進党からは、共産党が長年唱えてきた「第三次国共合作」に乗せられている、政府の方針に反した越権行為であるなどとして、売国奴などと激しい批判を浴びた。
2005年7月に国民党主席を退き、新設の名誉職ポストである国民党名誉主席に就任した。その後も中国首脳部から厚遇され、2006年4月と2008年8月（北京オリンピック開幕式に出席）、同年12月にも訪中し、胡錦濤ともたびたび会談していた。2008年11月のAPECリマ会議に過去最高位の台湾代表として参加した際にも、胡錦涛との間で初のAPEC中台代表者会談を行った。2008年12月の訪中では祖父・連横の記念館開館式に出席している。2010年の上海万博開幕式にも出席し、2015年の中国人民抗日戦争・世界反ファシズム戦争勝利70周年記念式典にも出席した。

## 日本との関係
1980年代の交通部長時代に日本を初訪問。2001年12月に国民党主席として戦後初の訪日を果たした（自身2度目）。その後、自身が総統に就任した暁に日本を訪問する構想も披露していたが、総統選に敗れて実現しなかった。
なお、総統選初出馬を控えた1999年9月に、連戦を紹介する『連戦―台湾ニューリーダーの知られざる素顔』が出版されている。
2010年11月、馬英九総統の特使として来日し、APECに出席した。

## 孔子平和賞
劉暁波へのノーベル平和賞授賞を巡り、猛反発する中華人民共和国は独自に「孔子平和賞」を設立し、2010年12月9日に初めての賞を連戦に授与することが判明した。この賞の事務局である中国郷土文化保護協会は公式な政府の組織ではないが、文化賞などを所管する中華人民共和国文化部と密接に協力していると言われた。連戦は事前に受賞を知らされず、また受賞を拒絶したため、無関係の少女が授賞式に代わりにトロフィーを受け取った。

## 家族
妻の連方瑀は、台湾の第3回「ミス・チャイナ」コンテストで優勝した経歴の持ち主。2男2女。長男連勝文は、2005年の中国国民党党大会において中央常務委員に選出されている。